# عزت‌الله ایلخانی‌پور
عزت‌الله ایلخانی‌پور سیاست‌مدار ایرانی بود، که در  دوره بیست و دوم  و  دوره بیست و سوم  به‌عنوان نماینده کنگاور و صحنه در مجلس شورای ملی حضور داشت.